# Riarrangiamento di Fischer-Hepp
Il riarrangiamento di Fischer–Hepp o reazione di Fischer-Hepp o trasposizione di Fischer-Hepp è una reazione di riarrangiamento nella quale il gruppo nitroso di un composto N-nitroso aromatico o di una nitrosammina migra su un atomo di carbonio dello scheletro della molecola:
Questa reazione organica fu effettuata inizialmente dai chimici tedeschi Otto Philipp Fischer (1852–1932) e Eduard Hepp (11 Giugno, 1851 – 18 Giugno, 1917) nel 1886, ed è di fondamentale importanza nella sintesi della aniline secondarie para-nitrose, le quali non si possono sintetizzare per reazione diretta.
La reazione si ottiene facendo reagire la nitrosammina con acido cloridrico. La resa chimica è generalmente buona in queste condizioni, ma spesso molto più bassa se viene usato un acido diverso. 
Non è ancora chiaro il meccanismo di reazione esatto ma sembra trattarsi di una reazione intramolecolare, in quanto la reazione avviene anche in presenza di un eccesso di urea, sostanza in grado di intrappolare composti come l'acido nitroso o il cloruro di nitrosile.